# 도요하타촌
도요하타촌(豊畑村)은 지바현 소사군에 일찍이 존재했던 촌이다. 

## 지리
- 현재의 아사히시 서부에 해당한다.

## 역사
- 1889년 4월 1일 - 정촌제 시행에 수반해 소사군 도요하타촌이 성립하였다.
- 1954년 6월 1일 - 교와촌과 함께 가이조군 아사히정에 편입되어 소멸하였다.

## 인구
| 1891년 | 2,834 |
| 1912년 | 3,517 |
| 1926년 | 3,351 |
| 1952년 | 4,558 |

## 참고문헌
- 角川日本地名大辞典編纂委員会『角川日本地名大辞典 12 千葉県』、角川書店、1984年 ISBN 4040011201